# Metynnis argenteus
Metynnis argenteus (o pacu-prata) é uma espécie de peixe sul-americano de água doce.